# Anna Castillo

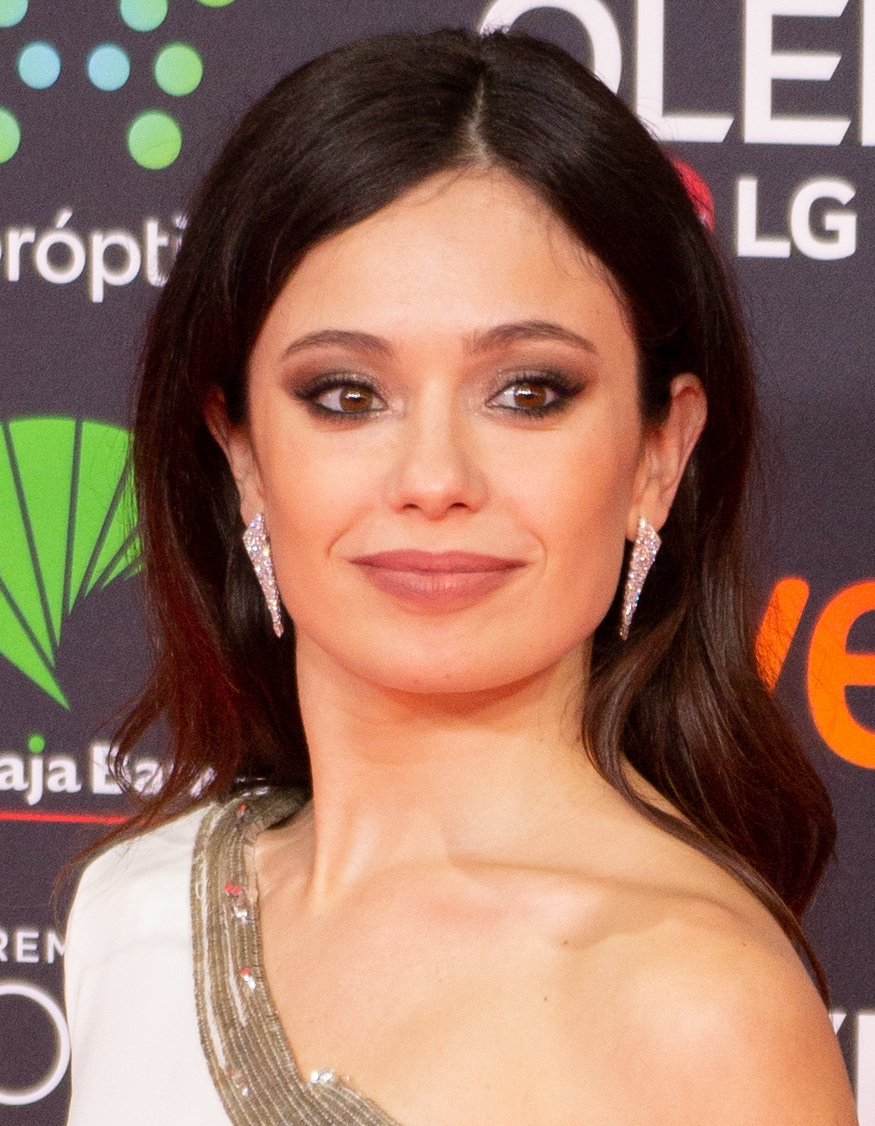
Anna Castillo (2020)

Anna Castillo Ferré (* 9. Oktober 1993 in Barcelona, Katalonien) ist eine spanische Schauspielerin und Sängerin.

## Leben
Castillo wurde am 9. Oktober 1993 in Barcelona geboren. Ab ihrem siebten Lebensjahr besuchte sie verschiedene Schauspielschulen und Schauspielkurse in Barcelona und Madrid. 2011 beendete sie ihr Studium an der Saint Joan Bosco Horta mit dem Bachelor of Arts. Zwischen 2005 und 2011 war sie Leadsängerin der Band sp3. 2009 gab sie im Fernsehfilm El enigma Giacomo ihr Schauspieldebüt. Im selben Jahr wirkte sie außerdem im Kurzfilm Persuasió und bis 2014 in 39 Episoden der Fernsehserie Club Super 3 mit. 2011 spielte sie die wiederkehrende Rolle der Sara in der Fernsehserie Doctor Mateo. 2012 hatte sie eine Filmrolle in Ghost Club – Geister auf der Schule inne.
Ab 2013 stellte Castillo in der Fernsehserie Amar en tiempos revueltos die Rolle der Dorita mit. Bis einschließlich 2016 war sie in 439 Episoden zu sehen. 2016 wirkte sie in der Hauptrolle der Alma im Film El Olivo – Der Olivenbaum mit. 2018 war sie im Musikvideo zum Lied Duele des Interpreten Dorian zu sehen. 2020 spielte sie im Musikvideo zum Lied El colapso gravitacional der Band La Casa Azul mit. Im selben Jahr hatte sie eine tragende Rolle im Film Adú inne. 2023 spielte sie in Nirgendwo die weibliche Hauptrolle der Mia.

## Filmografie (Auswahl)
- 2009: El enigma Giacomo (Fernsehfilm)
- 2009: Persuasió (Kurzfilm)
- 2009–2014: Club Super 3 (Fernsehserie, 39 Episoden)
- 2010: Blog
- 2011: Doctor Mateo (Fernsehserie, 12 Episoden)
- 2012: Ghost Club – Geister auf der Schule (Promoción fantasma)
- 2012: Fundido a negro (Kurzfilm)
- 2012: Kubala, Moreno i Manchón (Fernsehserie, Episode 2x01)
- 2012: Chessboxing (Fernsehserie, 10 Episoden)
- 2013–2016: Amar en tiempos revueltos (Fernsehserie, 439 Episoden)
- 2014: La caída de Apolo (Miniserie, 3 Episoden)
- 2014: La buena muerte: Cristo de (Kurzfilm)
- 2014: El espejo humano (Kurzfilm)
- 2015: La cueva sagrada (Kurzfilm)
- 2015: Fuera de foco
- 2016: El Olivo – Der Olivenbaum (El Olivo)
- 2016: Web Therapy (Fernsehserie, Episode 1x14)
- 2016: El ministerio del tiempo (Fernsehserie, Episode 2x11)
- 2016: Verano '78 (Kurzfilm)
- 2016–2019: Paquita Salas (Fernsehserie, 8 Episoden)
- 2017: Vergüenza (Kurzfilm)
- 2017: Oro
- 2017–2019: Estoy vivo (Fernsehserie, 35 Episoden)
- 2018: Mira lo que has hecho (Fernsehserie, Episode 1x02)
- 2018: Viaje al cuarto de una madre
- 2018: Arde Madrid (Miniserie, 8 Episoden)
- 2020: Adú
- 2020: Vamos Juan (Fernsehserie, Episode 1x06)
- 2020: La línea invisible (Fernsehserie, 6 Episoden)
- 2020: La vida era eso
- 2021: Je mehr, desto besser (Donde caben dos)
- 2021: Los hombres de Paco (Fernsehserie, 2 Episoden)
- 2021: Mediterráneo
- 2022: Zasback (Fernsehserie, Episode 1x02)
- 2022: Stories Not to Be Told (Historias para no contar)
- 2022: Girasoles silvestres
- 2022: Camino a Damasco (Kurzfilm)
- 2022: Simple (Fácil, Fernsehserie, 5 Episoden)
- 2023: El fantástico caso del Golem
- 2023: Eine perfekte Geschichte (Un cuento perfecto, Miniserie, 5 Episoden)
- 2023: Nirgendwo (Nowhere)
- 2023: I Don’t Expect Anyone to Believe Me
- seit 2024: Su majestad (Fernsehserie)

## Podcasts (Auswahl)
- 2022: Malas decisiones (Podcastserie, 6 Episoden)